# Columbiana (film)
Columbiana (Colombiana) este un film francez de acțiune regizat de Olivier Megaton după un scenariu de Robert Mark Kamen. A fost produs și distribuit de  EuropaCorp și a avut premiera la 16 septembrie 2011. Coloana sonoră este compusă de Nathaniel Mechaly. Cheltuielile de producție s-au ridicat la 40.000.000 de dolari americani. Filmul a avut încasări de 60.965.854 de dolari americani.

## Prezentare
În 1992, la Bogota, Columbia, un asasin al unui baron al drogurilor, pe nume Fabio Restrepo, îi spune șefului său, Don Luis Sandoval, că vrea să se retragă. Don Luis este forte mânios pentru faptul că Restrepo crede că poate pleca. Don Luis trimite pe locotenentul său Marco și un grup de ucigași pentru a-l ucide pe Restrepo dar și familia sa. Fabio îi dă fiicei sale Cataleya, în vârstă de zece ani, un card de memorie pentru computer SmartMedia, cu informații despre afacerea lui Don Luis și îi spune că acesta este „pașaportul” ei; el îi dă și adresa unchiului ei Emilio, un criminal din Chicago, care va avea grijă de ea. Ultimul lucru pe care i-l dăruiește este ceva ce spune că o va păstra în siguranță: colierul de orhidee al mamei sale. După ce și-au luat adio, Fabio și soția sa Alicia intră în luptă cu Marco și oamenii săi, dar amândoi sunt împușcați în timp ce Cataleya privește. Marco încearcă să o manipuleze pentru a-i da cardul de memorie, dar Cataleya refuză și scapă, după ce îl taie cu cuțitul pe Marco în mână. Îl duce la ambasada SUA și oferă informațiile în schimbul unui pașaport și al unui pasaj către Statele Unite. Ea fuge de la aeroport și ia un autobuz spre Chicago. Odată ce îl găsește pe Emilio, Cataleya îi cere să o antreneze ca asasin profesionist.
Cincisprezece ani mai târziu, Cataleya a devenit un asasin desăvârșit. Unchiul ei o ajută ca broker, oferindu-i contracte. La fiecare crimă pe care o comite, își lasă semnătura, floarea Cattleya, care este un mesaj pentru ținta ei finală, Don Luis, că vine după el. După ce a aflat despre această orhidee columbiană, agentul FBI James Ross poate acum lega între ele mai mult de douăzeci de crime. Ca o ultimă soluție, FBI decide să informeze publicul despre semnătura Cataleya a ucigașei. Don Luis, care se află în prezent într-un program de protecție a martorilor, supravegheat de agentul CIA, Steve Richard, își dă seama că fiica lui Fabio se află în Statele Unite și îi ordonă lui Marco și oamenilor săi să o găsească.
Cataleya se folosește de toate mijloacele de care dispune, inclusiv amenințări cu moartea pentru oficialii legii, pentru a găsi unde se ascunde Don Luis și să răzbune astfel moartea familiei sale.

## Distribuție
Rolurile principale au fost interpretate de actorii:

- Zoe Saldana - Cataleya Restrepo/Valerie Phillips/Jennifer  
  - Amandla Stenberg - Cataleya at age 10
- Jordi Mollà - Marco, Don Luis's top henchman
- Lennie James - James Ross, an FBI agent
- Michael Vartan - Danny Delanay, Cataleya's lover
- Cliff Curtis - Emilio Restrepo, Cataleya's uncle
- Beto Benites - Don Luis, a drug lord
- Jesse Borrego - Fabio, Cataleya's father
- Cynthia Addai-Robinson - Alicia, Cataleya's mother
- Angel Garnica - Pepe, Cataleya's grandfather
- Ofelia Medina - Mama, Cataleya's grandmother
- Callum Blue - Richard, a CIA agent
- Sam Douglas - William Woogard, one of Cataleya's targets
- Graham McTavish - Head Marshal Warren, a U.S. Marshal
- Charles Maquignon - Sergeant Bill Attwood
- Affif Ben Badra - Genarro Rizzo, one of Cataleya's targets